# 祈進忠
祈進忠（？－1732年）為中國清朝武官官員，本籍福建。祈進忠於1728年（雍正6年）奉旨接替康陵，於台灣地區擔任台灣水師協副將。而隸屬台灣鎮之下的此官職是台灣清治時期中的這階段，全台灣的海防軍事層級最高武將，其統帥三營兵力，約數千名水師兵勇。1732年卒於任。
| 前任： 康陵 | 台灣水師協副將 1728年上任 | 繼任： 陳倫炯 |